# Carlos Latuff

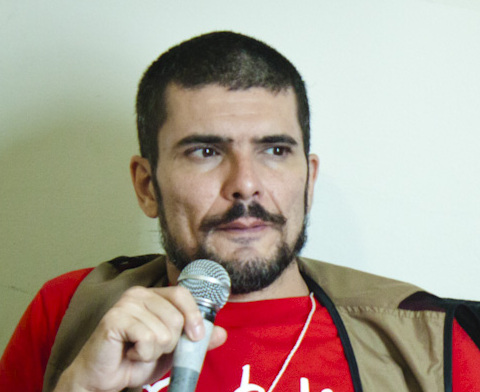
Carlos Latuff.

Carlos Latuff, född 30 november 1968 i Rio de Janeiro, är en frilansande brasiliansk serietecknare, som fått kritik för sina bilder, som kan upplevas som kontroversiella. Latuffs verk har publicerats på diverse Indymedia-webbsidor och bloggar samt flera tidskrifter och tidningar som Mad Magazine, The Toronto Star, tidningen för 'The Islamic Front for the Iraqi Resistance' (JAMI), den saudiska tidningen "Character", den libanesiska tidningen "Al Akhbar", Läsarnas Fria Tidning med flera. Flera av hans teckningar har också publicerats på andra hemsidor, såsom Norman Finkelsteins officiella hemsida,.

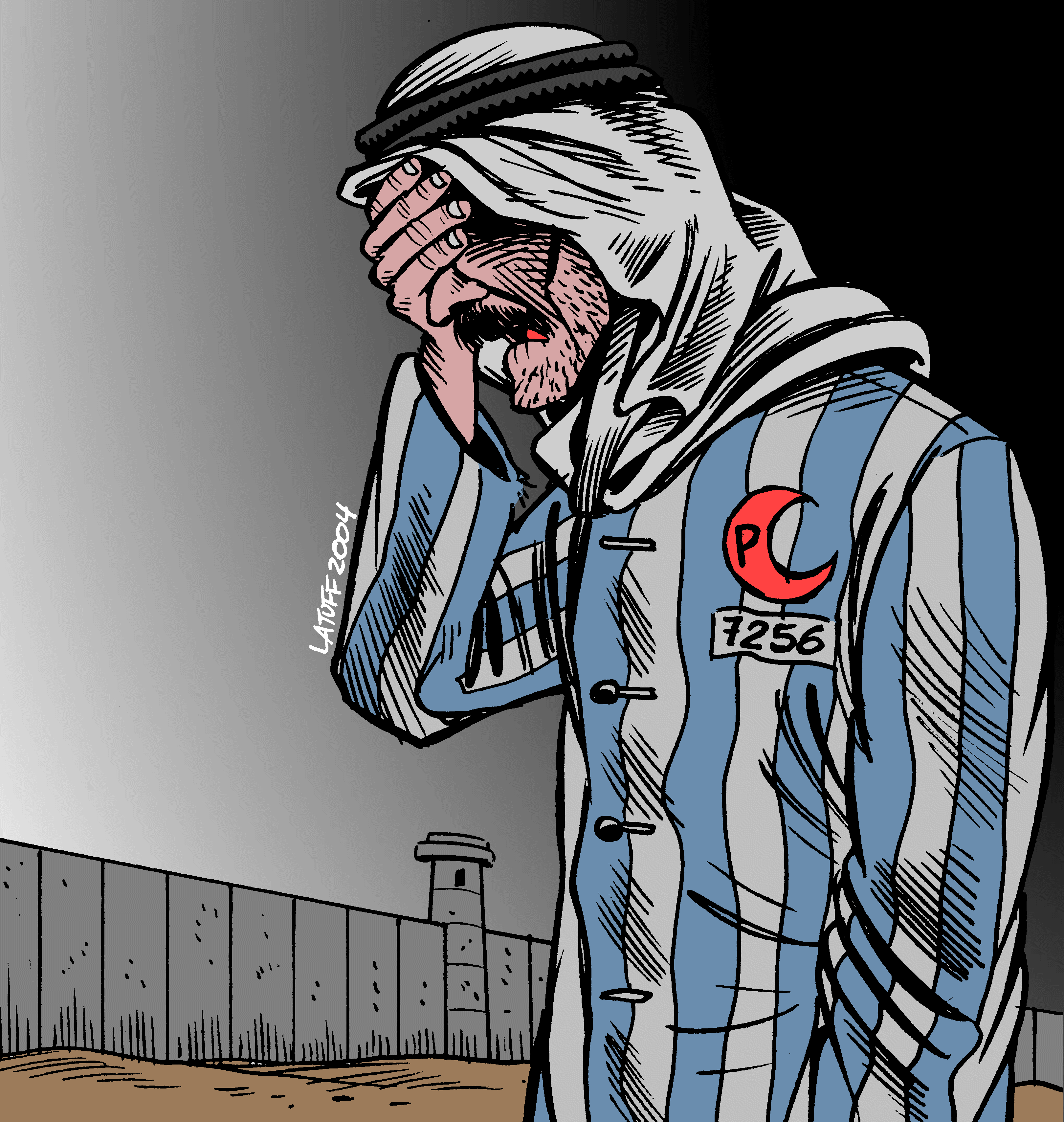
På andra plats i Holocaust Cartoon Contest.

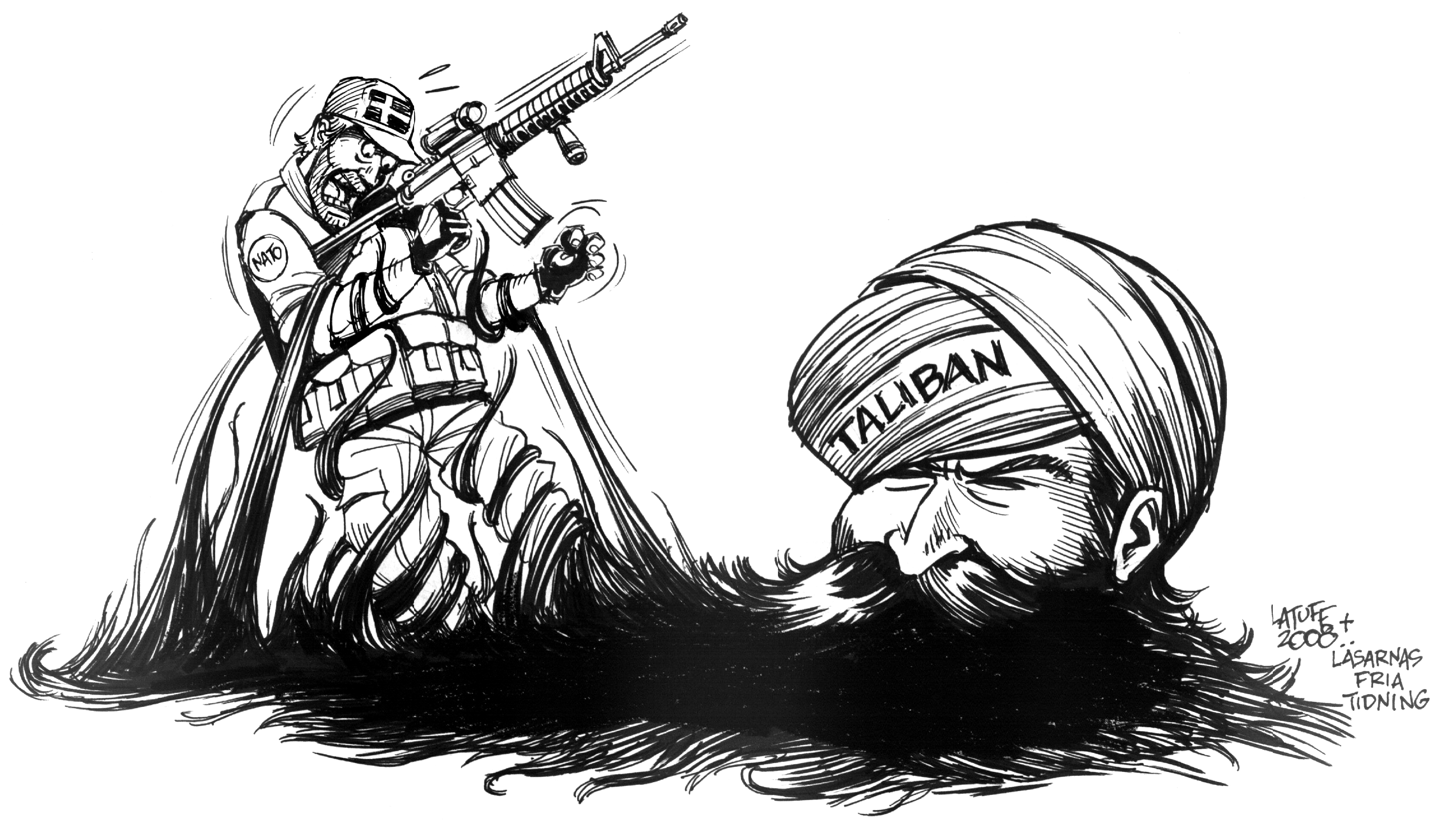
"Fler svenska trupper till Afghanistan".

I hans serie Tales of Iraq War (Historier från Irakkriget) visas karaktären 'Juba, the Baghdad sniper' som en hjälte medan amerikanska soldater porträtteras som skurkar skickade av George W. Bush, ritad som karikatyr när han skrattar över de amerikanska dödsfallen.